# Pseudotargionia orientalis
Pseudotargionia orientalis är en insektsart som beskrevs av Alfred Serge Balachowsky och Kaussari 1951. Pseudotargionia orientalis ingår i släktet Pseudotargionia och familjen pansarsköldlöss.
Artens utbredningsområde är Iran. Inga underarter finns listade i Catalogue of Life.